# Raniero de Pisa
Raniero de Pisa (Pisa, ca. 1115-1117 - 17 de junio de 1160) fue un mercader pisano, que se hizo eremita y monje. Es venerado como santo por la Iglesia católica y es el santo patrón de Pisa.

## Biografía
Ranieri Scàcceri nació en una familia acomodada de Pisa, hijo de un mercader y armador, Gandulfo Scacceri, y de Mingarda Buzzaccherini. Cuando era joven viajó como trovador. En uno de los viajes, se encontró con Alberto, un noble corso que había renunciado al mundo y había entrado en el monasterio de San Vito de Pisa, dedicándose a la caridad. Raniero quedó impresionado y cambió su vida, convirtiéndose en un modelo de vida cristiana. Trabajó en el comercio, como su padre, con tal de poder obtener dinero para pagar el pasaje a Tierra Santa, donde quería hacer un peregrinaje. No obstante, pronto decidió donar su fortuna a los pobres y vivir en la pobreza. Fue a Tierra Santa y vivió como eremita, pidiendo limosna y visitando los Santos Lugares.
En 1153 Raniero volvió a Pisa, llevado por el almirante Raniero Bottacci que había dado en Tierra Santa, también, e ingresó en el monasterio de San Andrés, y después en el de San Vito. Tomó fama como predicador, siendo tenido como persona santa. Se le atribuyeron milagros y exorcismos. Murió en 1160 con fama de santidad y fue enterrado en la catedral de Pisa.

## Veneración

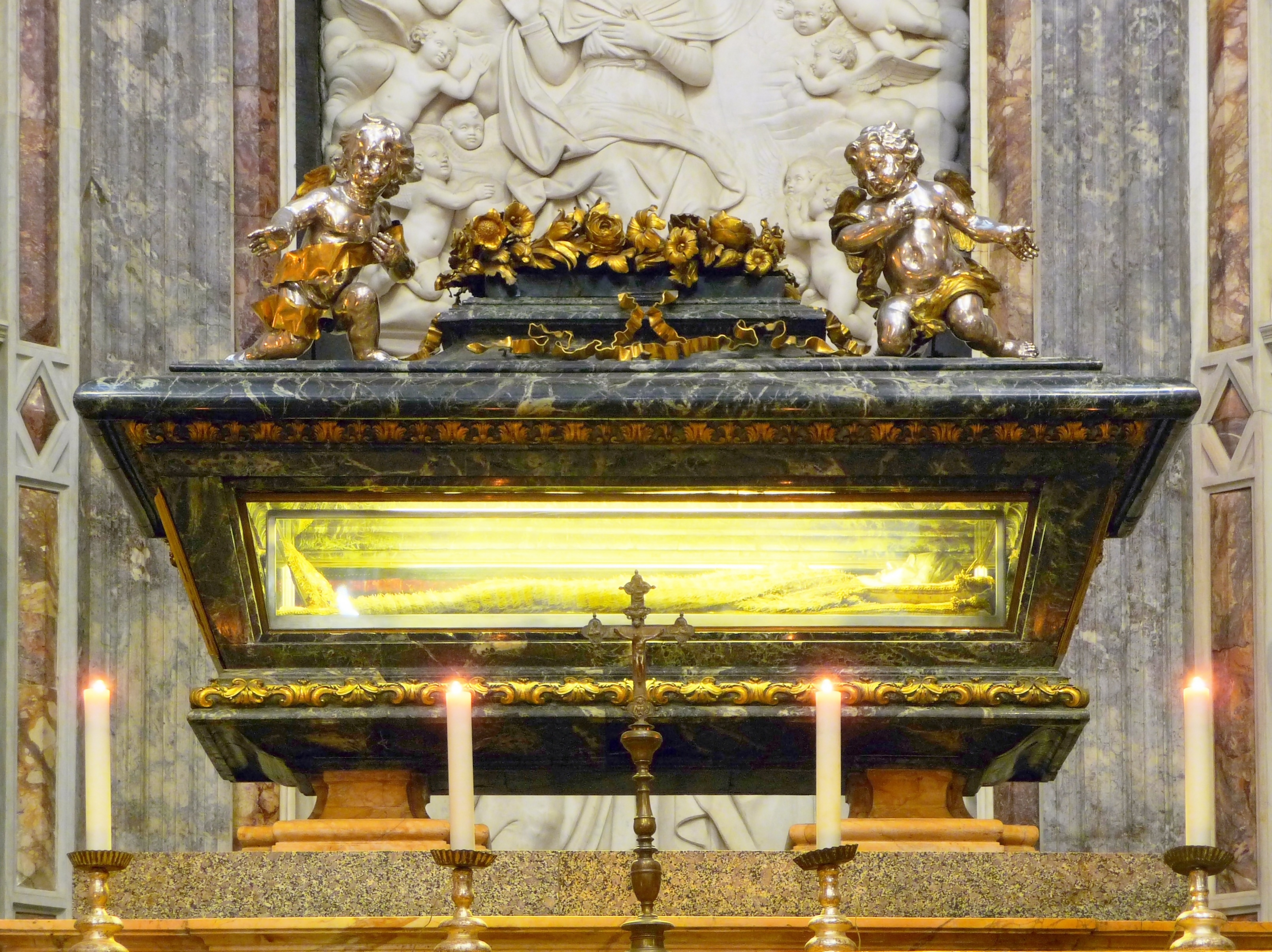
Sepulcro del Santo en la Catedral de Pisa.

Entre 1161 y 1162, el canónigo Benincasa de Pisa escribió una vida del Santo. Fue canonizado por el papa Alejandro III. La influencia de la marina pisana extendió su culto por todo el Mediterráneo.
El 6 de agosto de 1284, día de san Sixto II, patrón de Pisa, la flota pisana sufrió la peor derrota de su historia a manos de los genoveses en la batalla de la Meloria. Los pisanos se sintieron traicionados por su hasta entonces patrón y tomaron a Raniero, que había sido pisano, como nuevo patrón. En 1632, el cambio se confirmó y el obispo, con el consejo municipal, nombró a Raniero santo patrón de la ciudad y la diócesis. En 1689, su cuerpo fue instalado en el altar mayor de la catedral.